# Página de inicio

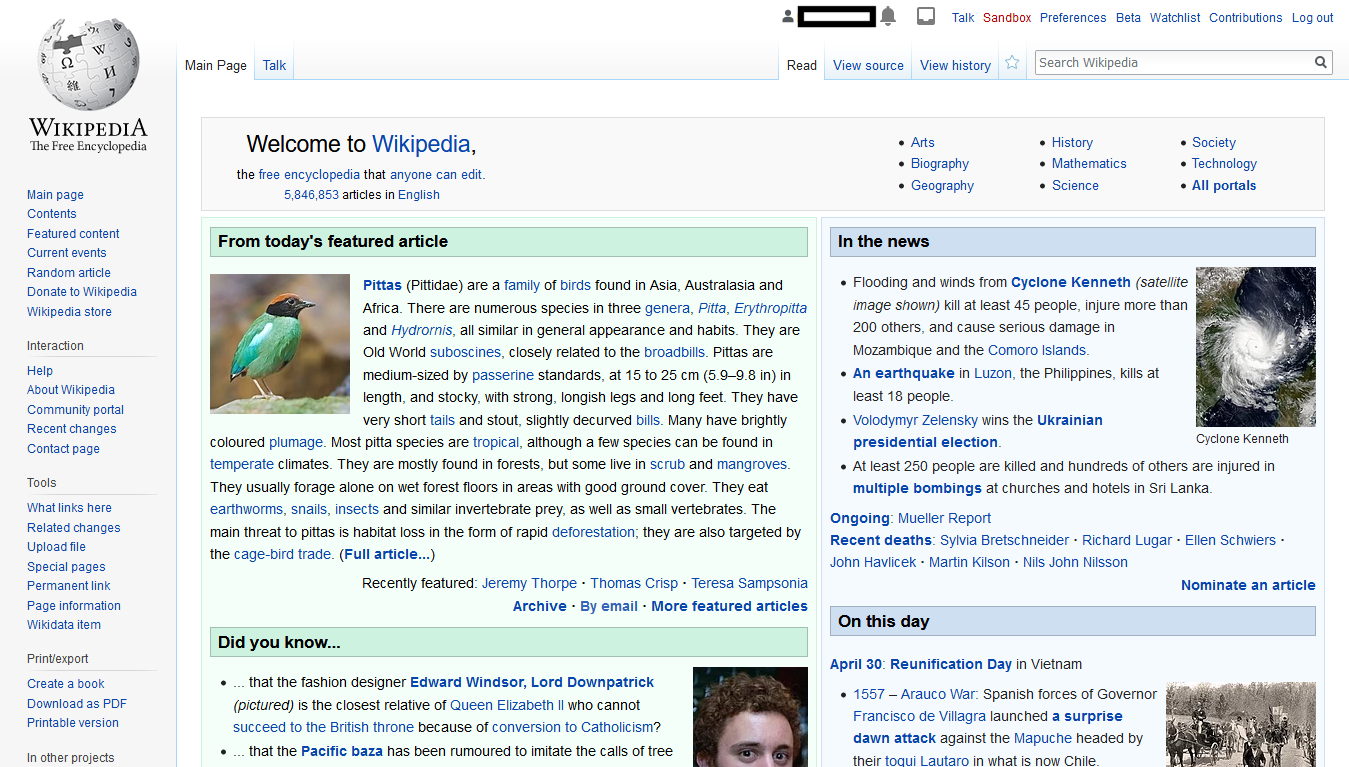
Página de inicio de Wikipedia en inglés.

La página de inicio o portada (en francés: Page d'accueil ; en inglés: Home page o Main page) es el URL o archivo local que carga cuando se inicia un navegador web, aunque este término o similares pueden referirse a la página principal, de un sitio web, desde la cual se puede acceder a sus demás páginas. En el segundo caso, es una especie de índice de lo que hay en un sitio web, y que ofrece los enlaces a distintas partes del sitio, aunque su diseño suele ser similar al de todas las páginas.
Una página de inicio es un sitio Web o página que pretende organizar enlaces o información para el usuario cuando se inicia un navegador web. Páginas de inicio normalmente consisten en información como noticias, clima, juegos y otros widgets web y gadgets de web, también información agregada como feeds RSS, o recopilar y gestionar los vínculos de la página web.
Muchas veces se usa el icono de una casa ⌂, porque en inglés se dice homepage, es decir, página del hogar. Este término, también se usa para referir a la página web que carga el navegador al iniciarse como a la página principal de un grupo, una compañía, una organización, o un individual. En algunos países, como Alemania, Japón, y Corea, el término suele referirse a un sitio web completo (de una compañía u otra organización) más que a una página web única.
En la misma categoría de página de inicio existen sitios Web que ofrecen utilidades para ser configuradas como una página de inicio (con más precisión en un portal web personal).
- Datos: Q11439
- Multimedia: Home pages / Q11439